# Manuel Machado
Manuel Machado Ruiz (n. 29 august 1874, Sevilla - d. 19 ianuarie 1947, Madrid) a fost un poet modernist spaniol, aparținând generației lui 98 din literatura spaniolă. Este fratele lui Antonio Machado cu care a colaborat mult. A fost ziarist, dramaturg, poet, critic de teatru, bibliotecar al Universității din Santiago de Compostela și director al Bibliotecii, Arhivei și Muzeului Municipal din Madrid. Din 1938 este membru al Academiei Regale din Spania.
Alături de Ramón María del Valle-Inclán, este poetul cu cele mai vădite tendințe moderniste din Generația de la '98.

## Opera
Creația sa, circumscrisă folclorului andaluz și decadentismului de la sfârșitul secolului al XIX-lea, de un senzualism grațios și o mare puritate formală, pe teme autohtone și livrești, se remarcă prin măiestria cizelării versului.

### Cărți de poezii
- Alma (Suflet, 1901)
- Caprichos (Capricii, 1902)
- Los cantares (1905)
- Museo (Muzeul, 1907)
- El mal poema (Poemul rău, 1909)
- Apolo (1911)
- Cante hondo (Cântec profund, 1912)
- Sevilla y otros poemas (Sevilia și alte poeme, 1921)
- Ars moriendi (1921)
- Horas de oro (Ore de aur, 1938).

### Teatru
În colaborare cu fratele său, Antonio Machado, dar cu o contribuție mai mare decât acesta, a scris o operă dramatică notabilă prin plasticitatea caracterelor și susținerea acțiunii, abordând modalități diferite, de la drama istorică la cea modernă:
- Desdichas de la fortuna (Nefericirile soartei, 1926)
- Julianillo Valcárcel (1927)
- Don Juan de Mañara (1927)
- La Lola se va a los puertos (Lola se duce în port, 1929)[16]
- Las adelfas (1928).
- La prima Fernanda (1931).
- La duquesa de Benamejí (1932).
- El hombre que murió en la guerra (1935?)
- El hombre que murió en Madrid (1941).

## Critică literară și dramatică
- Un año de teatro (Un an de teatru, 1918)